# Sungeo-guk
Sungeo-guk (tiếng Hàn: 숭어국) là một loại súp Triều Tiên, với nguyên liệu chính là cá đối nục và tiêu đen. Súp có nước xuýt trong vắt, cho thêm muối, tỏi băm, nước gừng và hành lá xắt nhỏ.
Từ thời xa xưa, cá đối xám xám bắt được ở Bình Nhưỡng, Chungsan, Anju, Kangso, Ryonggang, Chongju, Kasan, Sunchon, Cholsan và Uiju, hiện đang ở Bắc Triều Tiên, nổi tiếng về hương vị của chúng. Những con bắt được từ Sông Đại Đồng, nơi có lượng cá đối đầu dẹt phong phú, đặc biệt nổi tiếng.
Món súp là một món ăn tiêu biểu trong ẩm thực của thủ đô Bình Nhưỡng của Bắc Triều Tiên, nơi món súp có tên Taedonggang sungeoguk, có nghĩa là "súp cá đối nục từ sông Đại Đồng". Các món ăn được phục vụ như món đãi khách cho các vị khách quan trọng đến thăm Bình Nhưỡng và câu hỏi, "súp cá đối nục như thế nào?" thường được sử dụng để chào đón những người trở về từ Bình Nhưỡng.

## Vai trò trong ẩm thực Triều Tiên
Ngay từ thời Joseon, cá đối nục được đề cập trong cuốn sách về sinh vật học Tư Sơn Ngư (hangul: 자산어보, hanja: 玆山魚, phiên âm: Jasaneobo) như một loại cá có hương vị đặc biệt và có giá trị dinh dưỡng cao. Cá đối nục được sử dụng trong các món ăn khác nhau: nướng, hấp, trong jjigae, với mì, như jeon và hoe. Các món Cá đối nục như sungeojjim (cá đối nục hấp) được phục vụ cho những dịp đặc biệt. Hương vị của cá đối nục hơi khác nhau từ mùa này sang mùa khác. Những con cá bắt vào mùa xuân và mùa đông có vị ngọt, những con được bắt vào mùa hè không có vị nào, còn những con bắt được vào mùa thu lại có vị béo và mặn.

## Chuẩn bị
Bước đầu tiên là loại bỏ vảy, đầu, các cơ quan nội tạng và vi cá. Sau khi cá được làm sạch, nó sẽ được cắt thành những lát có chiều dài 5 cm. Phi lê và hạt tiêu được cho vào nồi nước sôi. Trong quá trình nấu cần phải tách bọt ra khỏi nước dùng. Khi cá đối được nấu chín, nêm thêm muối, tỏi băm và nước gừng. Súp được phục vụ trong bát, trang trí bằng hành lá cắt nhỏ hoặc đôi khi với rau mùi.